# Orbitale

## Atomske orbitale
Početkom XX. stoljeća, kada je znanstvenicima struktura atoma postala jasnija (Rutherfordov pokus), atomi se predstavljaju kao minijaturni sunčevi sustavi: elektroni po orbitama kruže oko masivne jezgre.
Bohrova teorija i kvantna mehanika su dale novi uvid u prirodu atoma. Po kvantnoj mehanici objekti nisu točno lokalizirani na jednom mjestu, već postoji određena gustoća vjerojatnosti nalaženja u određenom prostoru. Tako elektron nije "kuglica" koja se nalazi u blizini jezgre, već se on rasprostire u prostoru oko jezgre. To dovodi do posljedice da elektron ne može zauzeti bilo koju stazu oko jezgre. Zato se te staze ne nazivaju orbitama nego orbitalama.
Austrijski fizičar Erwin Schrödinger je uspio riješiti svoju jednadžbu, primijenjenu na vodikovom atomu, što je kao rezultat dalo jednadžbe orbitala i pripadajuće energije. Orbitala se u Schrödingerovoj jednadžbi predstavlja kao valna funkcija. Opće rješenje Schrödingerove jednadžbe u polarnom koordinatnom sustavu za vodikov atom je:
{\displaystyle \Psi \,\left(r,\theta ,\phi \right)=R_{n}(r)\Theta _{l,m_{l}}(\theta )\Phi _{m_{l}}(\phi )}

{\displaystyle \Phi _{m_{l}}(\phi )={\frac {1}{\sqrt {2\pi }}}e^{im_{l}\phi }}

{\displaystyle \Theta _{lm_{l}}(\theta )=P_{m_{l}}\cos \theta }

{\displaystyle R_{nl}(r)={\sqrt {(}}{\frac {n+1}{2n(n-1)!}})L_{nl}(r){\frac {e^{-\rho }}{2n}}}

{\displaystyle E={\frac {m_{e}e^{4}}{32\pi ^{2}\epsilon _{0}^{2}h^{2}}}{\frac {1}{n^{2}}}}

Ψ: ukupna valna funkcija
R: radijalna valna funkcija
Θ i Φ:  kutne valne funkcije, njihov umnožak su sferni harmonici
Pml: Legendreov polinom
Ln, l(r): Laguerrov polinom
Kao parametri ove jednadžbe javljaju se kvantni brojevi: n = glavni kvantni broj, l = azimutni kvantni broj ml = magnetski kvantni broj.
Azimutni broj orbitale s kvantnim brojem n može biti: 0 … n-2, n-1, n
Magnetski broj orbitale s glavnim kvantnim brojem n može biti: -n, -n+1, -n+2, ..., 0, ... n-2, n-1, n
Orbitale s azimutnim brojem l = 0 se označavaju s (ime potječe od početnog slova naziva spektralne linije sharp). Slično se označavaju i ostale orbitale: p (principal), d (diffuse), f (fundamental), h, i, j, k...
S obzirom na gore navedena ograničenja u azimutnim i magnetskim kvantnim brojevima, i s obzirom na to da svaki elektron mora imati različiti kvantni broj, svaka orbitala može imati, tj. primiti određeni broj elektrona:
| orbitala | l | ml                                   | broj elektrona |
| s        | 0 | 0                                    | 2              |
| p        | 1 | 1, 0, -1                             | 6              |
| d        | 2 | 2, 1, 0, -1, -2                      | 10             |
| f        | 3 | 3, 2, 1, 0, -1, -2, -3               | 14             |
| g        | 4 | 4, 3, 2, 1, 0, -1, -2, -3, -4        | 18             |
| h        | 5 | 5, 4, 3, 2, 1, 0, -1, -2, -3, -4, -5 | 22             |

S obzirom na ograničenje azimutnih kvantnih brojeva s obzirom na glavne kvantne brojeve, sljedeće orbitale mogu postojati s danim glavnim kvantnim brojem:
|   |                     |
| 1 | s                   |
| 2 | s, p                |
| 3 | s, p, d             |
| 4 | s, p, d, f          |
| 5 | s, p, d, f, g       |
| 6 | s, p, d, f, g, h    |
| 7 | s, p, d, f, g, h, i |

Svi do sada otkriveni elementi imaju popunjene s, p, d ili f orbitale.

## Molekulske orbitale
Vezanjem atoma u molekule, iz atomskih nastaju molekulske orbitale.
Molekulske orbitale koje povećavaju elektronsku gustoću između atoma, doprinose vezivanju atoma (jer smanjuju elektrostatsko odbijanje jezgara), nazivaju se vezne orbitale, za razliku od protuveznih orbitala, koje smanjuju elektronsku gustoću između atoma. Nevezne orbitale su obično lokalizirane na jednom atomu i ne pridonose stabilnosti molekule. Preklapanjem dvije atomske orbitale nastaje par molekulskih orbitala: jedna vezna i jedna protuvezna. Ako vezna orbitala sadrži više elektrona od protuvezne, molekula će biti stabilna.
Molekulske orbitale se mogu podijeliti po njihovoj simetriji:
σ orbitale su simetrične s obzirom na internuklearnu os (os koja prolazi kroz jezgre dvaju atoma). σ orbitale mogu nastati preklapanjem bilo kojih atomskih orbitala (s-s, s-p, p-p, s-d...). Gotovo sve jednostruke veze u kemiji su σ orbitale. σ orbitale tvore σ vezu.
π orbitale su antisimetrične s obzirom na 180º rotaciju oko internuklearne osi. π orbitale mogu nastati preklapanjem p i/ili d (i f) orbitala (p-p, p-d, d-d...), ako već postoji σ veza. π orbitale tvore π veze. Atomske orbitale koje tvore π orbitale obično imaju manje preklapanje nego σ orbitale, pa su obično slabije od σ orbitala. π veze nastaju kao dodatak σ vezama. Između dva atoma mogu nastati dvije π veze. U molekulama koje sadrže dvostruku vezu, jedna veza u dvostrukoj vezi je 
σ veza, a druga je π veza, a u slučaju trostruke veze, atomi su povezani jednom σ vezom i dvjema π vezama.
δ orbitale su simetrične s obzirom na rotaciju od 180° oko internuklearne osi, a antisimetrične s obzirom na rotaciju od 90º oko internuklearne osi. δ orbitale mogu naststi preklapanjem d (i/ili f) orbitala. Do sada su otkrivene u samo nekoliko kompleksnih spojeva molibdena i volframa. δ veze, koje nastaju od δ orbitala, nastaju pored jedne σ veze i dvije π veze, kao četvrta veza.